# Роден език
Родният език (наричен още първи език (за даден човек), или още майчин език) е езикът, който човек научава първо, и който човек обикновено започва да усвоява още от раждането си. Родният език на даден човек е основата на неговата социолингвистична идентичност. Всеки човек е най-добър именно по своя първи език, и обикновено не владее толкова добре другите езици, които учи впоследствие, ако въобще учи други езици през живота си. Човек, който владее само своя първи език, се нарича едноезичен.
Човек може да има два или повече родни езика – или може след първия си език, да научи втори език или повече езици – и поради една от тази причини, човек да е съответно двуезичен (билингв) или многоезичен (полиглот). Редът на научаване на два родни езика не е определящ за дълбочината на тяхното знаене. Например френскоговорещи родители могат да научат дъщеря си първо на френски език, а после на английски, но ако тази дъщеря израсне в англоговореща страна, най-вероятно тази жена ще владее по-добре английски и дори може да забрави френския, ако въобще не го употребява.